# Croce commemorativa del III Corpo d'armata
La croce commemorativa del III Corpo d'armata fu una medaglia non ufficiale realizzata per iniziativa privata, rivolta a tutti coloro che avessero militato nel III Corpo d'armata dell'esercito italiano durante la Guerra d'Etiopia.

## Insegne
- La medaglia era costituita da una croce greca in bronzo smaltata di bianco, avente al centro l'aquila romana con le ali spiegate caricata in petto dello scudo di Savoia e recante tra le zampe un cartiglio con l'indicazione "III° CORPO D'ARMATA A.O.". Il retro era piano senza smalti con la scritta in rilievo "DEPOSITATO A TERMINI DI LEGGE STAB. ARTISTICI FIORENTINI FIRENZE", relativa al deposito del brevetto da parte della ditta fabbricante.
- Il nastro era blu con le estremità nere in palo.